# Monastère de Šišatovac
Le monastère de Šišatovac (en serbe cyrillique : Манастир Шишатовац ; en serbe latin : Manastir Šišatovac) est un monastère orthodoxe serbe situé dans la région de Syrmie, en Voïvodine. Il est situé près du village de Šišatovac, sur le territoire de la ville de Sremska Mitrovica. Il fait partie des 16 monastères de la Fruška gora. Le monastère dépend de l'éparchie de Syrmie et figure sur la liste des monuments culturels d'importance exceptionnelle de la république de Serbie (identifiant no SK 1050).
Le monastère est dédié à la Nativité de la Mère de Dieu. Il abrite une petite communauté de religieux.
La fondation du monastère de Šišatovac est attribuée à des moines réfugiés du monastère de Žiča. Les premiers faits assurés concernant la vie du monastère remontent au milieu du XVIe siècle.

## Histoire

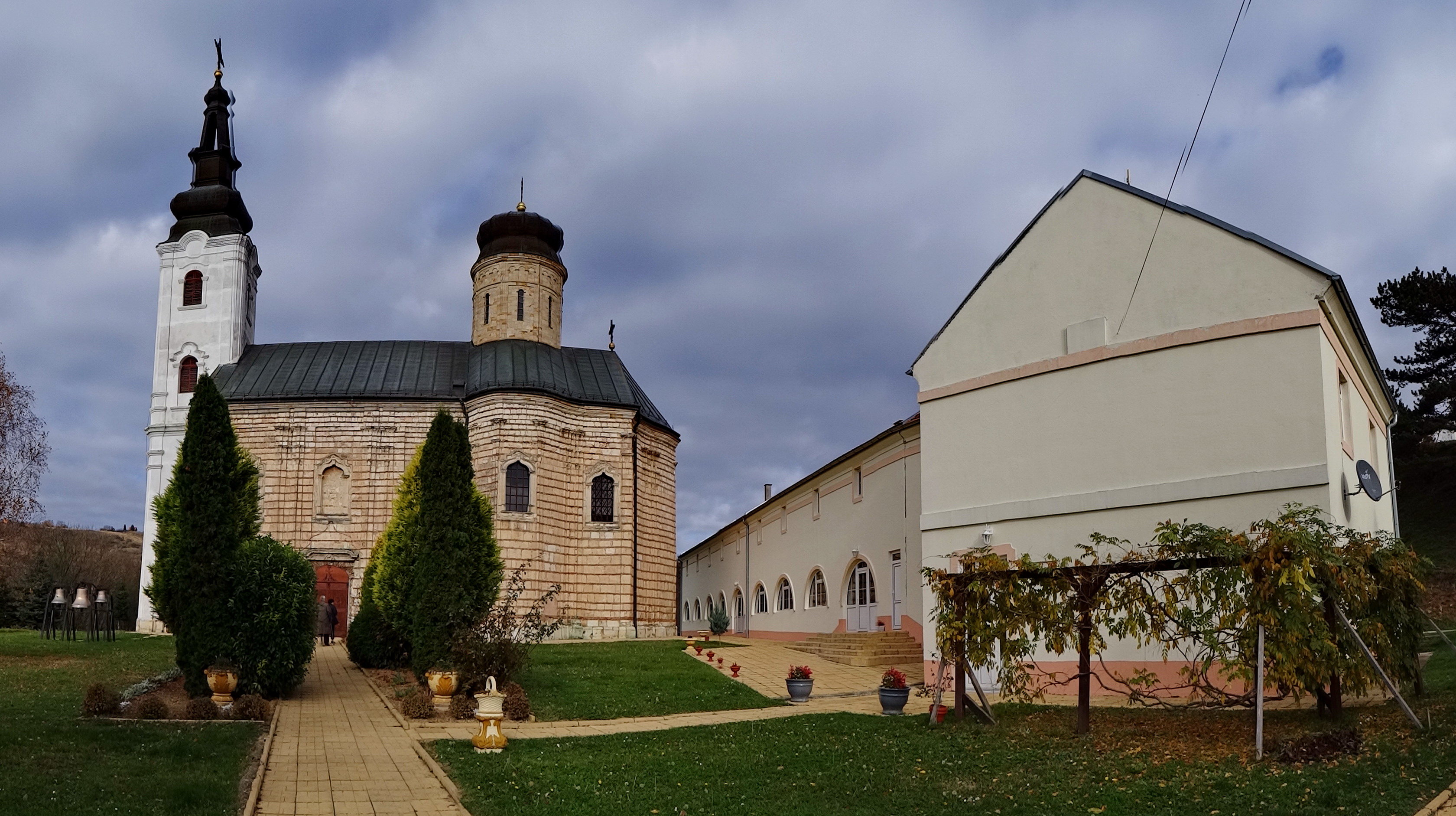
Vue générale du monastère.

D'après le Svitak zaveštalni, des moines venus du monastère de Žiča, conduits par leur higoumène Teofan (ou Teofil), fondèrent le monastère de Šišatovac au début du XVIe siècle, fuyant les menaces ottomanes. À son emplacement se trouvait une vieille église dédiée à saint Nicolas, qu'il remplacèrent par une église consacrée à la Naissance-de-la-Très-Sainte-Mère-de-Dieu ; cette église fut construite en 1520, le reste du monastère étant progressivement édifié au milieu du XVIe siècle. En 1543, y furent transférées les reliques de Saint Stéphane Štiljanović depuis Šikloš dans la Baranja ; elles y demeurèrent jusqu'en 1760. De cette première église, il ne reste actuellement aucune trace. En 1634, deux artisans, Jovan et Gašpar, la remplacèrent par un édifice en pierre surmonté de deux coupoles, En 1742, fut ajouté un clocher, œuvre de l'architecte Vuk Isakovič.
Vićentije Popović, l'archimandrite du monastère de Šišatovac, fit à nouveau démolir l'église, pour la remplacer par l'église actuelle. Les travaux de construction durèrent de 1758 à 1778. Le nouvel édifice fut construit dans le style baroque et constitue un des tout premiers exemples de ce type d'architecture dans les monastères de la Fruška gora. La chapelle du monastère, dédiées aux saints Pierre et Paul, fut elle aussi construite dans un style baroque en 1750. Le peintre Grigorije Davidović-Obšić, de Čalma, a orné l'église de fresques et de peintures en 1793 ; il a également peint l'iconostase et, en 1795, il a peint pour l'église le portrait de l'évêque Vićentije. Les logements actuels conservent leur aspect de la fin du XVIIIe siècle et du début du XIXe siècle ; ils ont été rénovés en 1849.
La bibliothèque du monastère de Šišatovac était autrefois célèbre pour ses manuscrits et ses livres enluminés. Un des copistes les plus célèbres du monastère fut l'Apôtre de Šišatovac. Parmi ses trésors, la bibliothèque abrite un évangile écrit en 1560.
De 1812 à 1824, le monastère fut dirigé par l'archimandrite Lukijan Mušicki (1777-1837), auteur du Miroir de la harpe de Šišatovac. Après l'échec du premier soulèvement serbe contre les Ottomans, en 1813, ce haut dignitaire de l'Église orthodoxe serbe, qui était en même temps, un linguiste, séjourna à Šišatovac avec Vuk Stefanović Karadžić. Ils y invitèrent le joueur de guzla Filip Višnjić ; Vuk Karadžić y transcrivit les paroles de ses ballades sur le soulèvement de Karađorđe. C'est également à Šišatovac et à Karlovci que Vuk transcrivit de nombreux textes de chansons nationales des plus habiles chanteurs de l'époque, notamment celles de Tešan Podrugović.